# Oier Zarraga Egaña
Oier Zarraga Egaña (Getxo, Biscaia; 4 de gener de 1999) és un futbolista basc que juga com a migcampista a l'Udinese Calcio de la Serie A.

## Trajectòria
Natural de Getxo, Oier va arribar a les categories inferiors de l'Athletic Club quan tenia amb prou feines deu anys. El 2017, després de marcar tretze gols amb l'equip juvenil, va passar al CD Basconia a Tercera Divisió. El 3 de febrer de 2019 va debutar amb el Bilbao Athletic, a Segona B, en un partit contra la SD Leioa. Després de dues temporades en el segon filial, a l'estiu de 2019, va promocionar al Bilbao Athletic. En la seva primera campanya en el filial blanc-i-vermell, va ser l'únic futbolista de la plantilla a ser titular en tots els partits de la temporada, i va aconseguir fer cinc gols.
El 2020 es va incorporar a la primera plantilla de l'Athletic Club, encara que mantenint fitxa del filial. El 18 d'octubre va debutar en Primera Divisió, a San Mamés, en un triomf davant el Llevant UE (2-0) substituint Iker Muniain en el minut 71. En els següents tres mesos va jugar gairebé una desena de partits amb el filial. L'1 de febrer es va convertir a tots els efectes en jugador de la primera plantilla després de renovar el seu contracte fins a 2023.

### Udinese
El 29 de juny de 2023, Zarraga es va traslladar a l'estranger per primera vegada en la seva carrera, signant un contracte de quatre anys amb l'Udinese Calcio de la Serie A italiana.